# Louis de Maud'huy
Louis Erneste de Maud'huy, född den 17 februari 1857 i Metz, död där den 16 juli 1921, var en fransk militär.
Maud'huy blev 1877 officer vid 10:e jägarbataljonen, 1899 överste och chef för 35:e infanteriregementet samt 1912 brigadgeneral. Under första världskriget förde han i augusti 1914 16:e fördelningen (i Lothringen). Han blev samma månad divisionsgeneral och i september chef för 18:e armékåren, som han förde vid Marne och Aisne. I oktober samma år fick han befälet över den nyuppsatta 10:e armén, som insattes på franska härens vänstra flygel och som han med utmärkelse förde under slaget vid Arras. April-november 1915 var han chef för 7:e armén (på Vogeserfronten), blev därefter tjänstledig (av hälsoskäl) till i april 1916, då han, på egen begäran, mottog befälet över 15:e armékåren. I januari 1917 blev han chef för 11:e armékåren, varmed han under slaget vid Malmaison i oktober samma år återerövrade Chemin des Dames. I juni samma år avgick han ur aktiv tjänst, men blev i november militärguvernör i Metz. Februari-oktober 1919 var han tillika överbefälhavare i Lothringen. Samma år blev han deputerad. Hans författade arbetet Infanterie (1911; ny upplaga 1912).